# یوروکش
یوروکش (انگلیسی: Eurocash) شرکت خرده‌فروشی لهستانی است، که در سال ۱۹۹۳ تأسیس شد.